# Badis corycaeus
Badis corycaeus är en fiskart som beskrevs av Kullander och Ralf Britz 2002. Badis corycaeus ingår i släktet Badis och familjen Badidae. IUCN kategoriserar arten globalt som otillräckligt studerad. Inga underarter finns listade.